# 谷川哲朗
谷川哲朗（たにがわ てつろう、1984年12月12日 - ）は、日本の男子フィンスイミングの選手。血液型は0型。

## 来歴
大阪府豊中市出身、大阪教育大学教育学部卒。大学時代は水上競技部に所属し、バタフライ選手として、毎年のように日本選手権に出場、4年次には全国国公立大学選手権で優勝し、大阪府スポーツ賞を受賞。
フィンスイミングとの出会いは高校3年生の豊中市民水泳大会のデモンストレーション。更には、大学3年時の他大学水泳部との合同合宿で、他大学の先輩にも誘われ、運命を感じてフィンスイミングの取り組みをスタート。
大学卒業後は同大学院修士課程に進学。高校の保健体育の非常勤講師をしながら、競泳のコーチ学とバイオメカニクス研究を開始。尚、在学中は自ら競技を行い、教育、及び研究活動が優秀であると認められ、学長表彰を受賞。
大学院修士課程修了後は、京都工芸繊維大学大学院博士後期課程に進学。自らの競技力向上とコーチングに役立てられる知識を身につけるため、研究活動を継続し、2014年9月に博士の学位を取得。
目標は世界選手権で世界記録を樹立して優勝すること。

## 主な成績

### 2007年度
- 日本選手権
  - 50mビーフィン＝20秒23＝第2位
  - 100mビーフィン＝45秒05＝優勝(日本新記録)
  - 1500mビーフィン＝15分35秒90＝優勝(日本新記録)
  - 4×100mビーフィンリレー＝第2位 第1泳者の正式時間 44秒56(日本新記録)
- 世界選手権（イタリア・バーリ）
  - 50mCMASビーフィン＝21秒38＝第11位(日本新記録)
  - 100mCMASビーフィン＝47秒02＝第8位
  - 200mCMASビーフィン＝1分44秒00＝第5位(日本新記録)
  - 4×100mサーフィスリレー＝2分52秒63＝第12位（第4泳者として出場）

### 2008年度
- 日本選手権
  - 50mCMASビーフィン＝21秒16＝第2位
  - 100mCMASビーフィン＝45秒69＝優勝(日本新記録)
  - 200mCMASビーフィン＝1分43秒70＝優勝(日本新記録)
  - 4×100m ビーフィンリレー 第1泳者の正式時間＝43秒89(日本新記録)
- アジア選手権（中国・煙台）
  - 100mCMASビーフィン＝45秒72＝優勝
  - 200mCMASビーフィン＝1分42秒14＝優勝(日本新記録)

### 2009年度
- 日本選手権
  - 50mCMASビーフィン＝20秒89＝優勝(大会新記録)
  - 100mCMASビーフィン＝46秒36＝優勝
  - 200mCMASビーフィン＝1分44秒20＝優勝
  - 100mサーフィス＝42秒75＝第6位
- 世界選手権 (ロシア・サンクトペテルブルク)
  - 50mCMASビーフィン＝20秒88＝第9位
  - 100mCMASビーフィン＝失格
  - 200mCMASビーフィン＝1分41秒67＝第6位(日本新記録・アジア新記録)
  - 50mアプニア＝15秒96＝第17位
  - 4x100mサーフィスリレー＝2分46秒93＝第8位 第4泳者
  - 4x200mサーフィスリレー＝6分24秒66＝第10位 第3泳者

### 2010年度
- 日本選手権
  - 50mCMASビーフィン＝20秒60＝優勝 (大会新記録)
  - 100mCMASビーフィン＝45秒57＝優勝 (日本新記録)
  - 200mCMASビーフィン＝1分41秒38 優勝 (日本新記録)
  - 100mサーフィス＝40秒60＝第2位

- ワールドカップ（フランス・エクサンプロバンス）
  - 50mCMAS ビーフィン＝20秒75＝第8位
  - 100mCMAS ビーフィン＝46秒10＝第7位
  - 200mCMAS ビーフィン＝1分42秒56＝第4位

- アジア選手権（台湾・高雄）
  - 50mCMAS ビーフィン＝20秒85＝第2位
  - 100mCMAS ビーフィン＝45秒99＝第2位
  - 200mCMAS ビーフィン＝1分43秒12＝優勝
  - 4x100mサーフィスリレー＝2分39秒63＝第5位 第2泳者

### 2011年度
- 日本選手権
  - 50mCMASビーフィン＝20秒69＝優勝
  - 100mCMASビーフィン＝45秒85＝優勝
  - 200mCMASビーフィン＝1分43秒45 優勝
  - 100mサーフィス＝41秒18＝第5位
- 世界選手権（ハンガリー・ホードメゼーバーシャルヘイ）
  - 50mCMASビーフィン＝20秒87＝第16位
  - 100mCMASビーフィン＝46秒37＝第16位
  - 200mCMASビーフィン＝1分42秒62 第16位

### 2012年度
- 日本選手権
  - 50mCMASビーフィン＝20秒74＝優勝
  - 100mCMASビーフィン＝46秒23＝第2位
  - 200mCMASビーフィン＝1分43秒33 優勝
  - 100mサーフィス＝40秒15＝第3位

- アジア選手権（ベトナム・ハノイ）
  - 100mサーフィス＝39秒27＝第6位
  - 50mCMASビーフィン = 20秒66=第5位
  - 200mCMASビーフィン = 1分43秒12=第4位
  - 4x100mサーフィスリレー = 2分33秒89=第4位　日本新記録

### 2013年度
- 日本選手権
  - 50mアプニア＝14秒93＝優勝 （大会新記録）
  - 50mサーフィス ＝17秒18＝第2位
  - 100mサーフィス＝38秒85＝第3位
  - 200mサーフィス＝1分30秒95 優勝

- ワールドカップ（スイス・ジュネーブ）
  - 50mアプニア＝15秒70＝第12位
  - 100mサーフィス＝38秒17＝第13位
  - 200mサーフィス＝１分31秒04＝第16位

- 東海大会
  - 50mアプニア＝15秒81＝優勝
  - 50mサーフィス ＝17秒55＝第2位
  - 100mサーフィス＝39秒65＝第3位
  - 200mサーフィス＝1分30秒81 第2位（大会新記録）

### 2014年度
- 日本選手権
  - 50mアプニア＝15秒13＝第2位
  - 50mサーフィス ＝17秒10＝第3位
  - 100mサーフィス＝38秒18＝第3位 （大会新記録）
  - 200mサーフィス＝1分29秒44 第2位（日本新記録）
  - 4x100mサーフィスリレー＝2分59秒80＝第5位 （第一泳者　38秒29）

- アジア選手権（タイ・プーケット）
  - 50mアプニア=15秒17=第6位
  - 4x100mサーフィスリレー=2分32秒48=第4位=日本新記録
  - 4x200mサーフィスリレー=6分4秒74=第4位=日本新記録

### 2015年度
- 日本選手権
  - 50mアプニア=15秒12=第2位
  - 50mサーフィス=16秒89=第2位
  - 100mサーフィス=38秒27=第2位=大会新記録
  - 200mサーフィス=1分28秒27=優勝=日本新記録

- アジア選手権（台湾・台北）
  - 50mサーフィス=16秒93=第7位
  - 100mサーフィス=38秒62=第6位
  - 200mサーフィス=1分28秒82=第5位
  - 4x200mサーフィスリレー=5分58秒01=第4位=日本新記録

### 2016年度
- 日本選手権
  - 50mアプニア=15秒06=第2位
  - 50mサーフィス=16秒79=優勝
  - 100mサーフィス=37秒88=優勝

＊リオパラリンピック帯同のため、世界選手権辞退

### 2017年度
- 日本選手権
  - 50mサーフィス=17秒02=第3位
  - 50mアプニア=15秒89=第4位
  - 100mサーフィス=38秒05=第2位
  - 混合4×100CMASビーフィンリレー=3分18秒01=第3位

- アジア選手権（中国・煙台）
  - 100mサーフィス=37秒52=第6位
  - 4x100mサーフィスリレー=2分29秒81=第4位=日本新記録

### 2018年度
- 日本選手権
  - 50mサーフィス=16秒36=第2位
  - 50mアプニア=14秒78=優勝=大会新
  - 100mサーフィス=37秒24=第2位
  - 混合4×100CMASビーフィンリレー=3分14秒31=優勝=大会新
  - 混合4×50サーフィスリレー=1分11秒34=優勝=大会新

- 世界選手権（セルビア・ベオグラード）
  - 50mサーフィス=16秒39=第10位
  - 50mアプニア=14秒99=第10位
  - 100mサーフィス=38秒02=第21位
  - 混合4×50サーフィスリレー=予選=1分08秒05=日本新記録=5位通過=第2泳者として出場=15秒80
  - 混合4×50サーフィスリレー=決勝=1分08秒70=第6位=第2泳者として出場=15秒85
  - 男子4×100サーフィスリレー=2分30秒58=第11位=第2泳者として出場=36秒63

### 2019年度
- 日本選手権
  - 50mサーフィス=16秒72=第3位
  - 50mアプニア=14秒96=第3位
  - 100mサーフィス=37秒64=第2位
  - 混合4×50サーフィスリレー=1分11秒12=優勝=大会新=第2泳者として出場=16秒14
  - 男子4×100サーフィスリレー=2分46秒42=第6位=第1泳者として出場=37秒61

- アジア選手権（日本・長野）
  - 台風の影響により中止

### 2020年度
- 日本選手権 　新型コロナウイルス感染症の影響で中止

### 2021年度
- 日本選手権
  - 50mサーフィス=16秒52=優勝
  - 50mアプニア=14秒89=優勝
  - 100mサーフィス=37秒51=第2位
  - 混合4×50サーフィスリレー=1分12秒12=第2位
  - 混合4×100CMASビーフィンリレー=3分19秒22=第2位

### 2022年度
- 日本選手権
  - 50mサーフィス=16秒80=第3位
  - 50mアプニア=15秒06=第3位
  - 100mサーフィス=40秒13=第9位
  - 混合4×50サーフィスリレー=1分13秒94=優勝
  - 混合4×100CMASビーフィンリレー=3分21秒09=第4位

### 2023年度
- 日本選手権
  - 50mサーフィス=16秒57=第2位
  - 50mアプニア=15秒03=第2位
  - 100mサーフィス=37秒66=第2位
  - 混合4×50サーフィスリレー=1分21秒14=第7位
  - 混合4×100CMASビーフィンリレー=3分26秒76=第6位

- アジア選手権(タイ・プーケット)
  - 50mサーフィス=17秒13=第7位
  - 50mアプニア=15秒51=第7位
  - 混合4×50サーフィスリレー=1分8秒97=第4位
  - 男子4×100サーフィスリレー=2分29秒31=第3位

### 2024年度
- 日本選手権
  - 50mサーフィス=16秒81=第5位
  - 50mアプニア=15秒06=第3位
  - 100mサーフィス=37秒83=第3位
  - 男子4×50サーフィスリレー=1分7秒76=優勝
  - 男子4×100サーフィスリレー=2分48秒01=第6位

- ワールドカップ(イタリア・リニャーノザッピアドーロ)
  - 50mサーフィス=16秒64=第14位
  - 50mアプニア=15秒17=第12位
  - 100mサーフィス=37秒88=第20位
  - 男子4×100サーフィスリレー=失格

### 2025年度
- 日本選手権
  - 50mサーフィス=16秒31=第2位
  - 50mアプニア=14秒96=優勝
  - 100mサーフィス=36秒98=第2位

### 受賞歴
- 2009年度 フィンスイミング最優秀選手賞受賞
- 2010年度 日本選手権最優秀選手賞受賞

### メディア出演
- 朝日放送『おはよう朝日土曜日です「水中エクササイズ」』2008年7月21日放送
- Tarzan No.572 「日本のフィンスイミングに注目」2011年1月6日発売
- 大阪日日新聞「初心者でも泳げます.フィンスイミング競技普及目指す」2011年3月14日掲載
- 京都新聞「フィンスイミングで世界へ」2011年5月7日掲載
- 毎日放送「VOICE デモンストレーションの取り組みを紹介」2011年8月26日放送
- 週刊SPA! 3291号「知られざる偉大な日本人王者」2011年9月6日発売
- J:COMチャンネル『8時です！生放送！！月曜日「ガチスポ」』2011年11月7日放送
- 関西テレビ放送『関ジャニ∞のジャニ勉「週刊ジャニマガ」』2011年11月10日,17日放送

### 普及活動・フィンスイミングデモンストレーション
- わかとり国体記念水泳大会2010（鳥取県米子市の米子市東山水泳場）
- わかとり国体記念水泳大会2011（鳥取県米子市の米子市東山水泳場）
- 西日本私立小学校連合会主催・小学生水泳記録会（大阪府門真市のなみはやドーム）

### 外部資金の受け入れ
- 2008年度 ヤマハ発動機スポーツ振興財団 第2期生
- 2009年度 ヤマハ発動機スポーツ振興財団 第3期生

## 自己ベスト
| 泳法       | 距離 | 水路   | 記録      | 樹立日        | 大会名                                | 備考 |
| ---------- | ---- | ------ | --------- | ------------- | ------------------------------------- | ---- |
| CMAS BF    | 50m  | 長水路 | 20秒60    | 2011年5月     | 第23回 フィンスイミング日本選手権大会 |      |
| CMAS BF    | 100m | 長水路 | 45秒44    | 2024年12月8日 | 2024 フィンスイミングオープンin西日本 |      |
| CMAS BF    | 200m | 長水路 | 1分41秒38 | 2011年5月     | 第23回 フィンスイミング日本選手権大会 |      |
| アプニア   | 50m  | 長水路 | 14秒78    | 2018年5月6日  | 第30回 フィンスイミング日本選手権大会 |      |
| サーフィス | 50m  | 長水路 | 16秒31    | 2025年5月10日 | 第37回 フィンスイミング日本選手権大会 |      |
| サーフィス | 100m | 長水路 | 36秒98    | 2025年5月11日 | 第37回 フィンスイミング日本選手権大会 |      |
| サーフィス | 200m | 長水路 | 1分28秒76 | 2015年5月10日 | 第27回 フィンスイミング日本選手権大会 |      |